# Самбревил
Самбревил (на френски: Sambreville) е град в Южна Белгия, окръг Намюр на провинция Намюр. Населението му е около 26 900 души (2006).